# Куис, Ольга Ивановна
О́льга Ива́новна Куис (7 августа 1927, Гомель — 3 декабря 2018, Минск) — современная белорусская поэтесса.

## Биография

### Детство и юность
Ольга Куис успела окончить 6 классов средней школы № 27 г. Гомеля до того, как началась Великая Отечественная война. Уже 1 июля 1941 года Ольга была эвакуирована с семьей в город Сталинград, откуда пароходом попала в город Ульяновск и в конце концов в составе эшелона беженцев достигла города Барнаула Алтайского края. Из Барнаула, ввиду направления на работу отца (демобилизованного по ранению), Ольга отправилась в село Боровское Парфеновского района, где окончила 8 классов средней школы.
В декабре 1944 года семья Куис вернулась в Гомель, а затем переехала в Буда-Кошелево в Гомельской области. Здесь Ольга Ивановна после окончания 9 классов школы поступила в Буда-Кошелевский лесной техникум, который окончила с отличием в 1947 году. В 1948 году Ольга будущая поэтесса поступила в Лесотехнический институт имени С. М. Кирова, также окончив его с отличием в 1953 году.

### Зрелые годы
После окончания института Ольга Куис работала с 1954 по 1965 год инженером-таксатором в Витебской лесоустроительной экспедиции. В свои рабочие годы в промежуток с апреля по октябрь она проводила полевой период в Забайкалье, выполняя работу по лесоустройству.
В 1965 году переехала в город Минск по месту работы мужа. С 1966 по до выхода на пенсию в 1982 году Ольга работала воспитателем в детских садах № 238 и в саду № 64 Минского ПО «Горизонт».
В этот же период Ольга Ивановна активно участвовала в различных профессиональных конкурсах и конкурсах художественной самодеятельности (Вязание, Макраме, Инкрустация соломкой и т. п.). С этим временем кроме того связаны и первые попытки Ольги Куис писать стихи.
Неоднократно Ольга становилась победителем конкурса «Лучший по профессии». Также она была награждена медалью "За доблестный труд в ознаменование 100-летия со дня рождения В. И. Ленина в 1970 году, нагрудным знаком «Выдатнік народной асветы» в 1977 году и медалью «Ветеран труда» вместе с иными многочисленными грамотами.

### Поэтическое творчество
Ольга Ивановна Куис стала серьёзно заниматься поэзией после выхода на пенсию в 1982 году. В период с 2011 по 2016 годы она выпустила пять сборников со стихами:
- Вопреки и навечно, 2011
- Вторая молодость, 2012
- Отражение души, 2014
- Души стремительный полет, 2015
- С любовью к Родине, 2016
- С любовью к жизни, 2019

### Оценка и значение творчества
Так отзывается о творчестве Ольги Куис в предисловии к её предпоследнему сборнику стихов Виктор Ермолович, член Союза писателей Беларуси:
Родные люди, родная природа, родная земля, жизнь во всех ее проявлениях – излюбленная тематика творчества Ольги Куис. Несмотря на почтенный возраст, она с юношеским задором и максимализмом откликается своих стихах на все события окружающего нас мира. При этом она остро ощущает свою причастность к происходящему и ответственность за все, что происходит в этом мире. Жизненный опыт,
однако, не мешает ей сохранять непосредственность восприятия, она не утратила способность искренне, почти по-детски, восхищаться и радоваться, и быть благодарной своей судьбе. Поэтическое творчество Ольги Куис – несомненно проявление её природного дарования. Хочется надеяться, что в наше прагматичное время души стремительный полет Ольги Куис поможет многим хотя бы на миг стать чище, добрее, моложе душой.Виктор Ермолович
А вот что пишет Борис Александров, участник проекта «Барды России», в предисловии к сборнику Ольги Куис «С любовью к Родине»:
Удивителен и прекрасен окружающий нас мир. Удивительны и прекрасны окружающие нас люди. Однако разные люди по-разному воспринимают этот мир и самих себя. Немногим из них дан дар воспринимать этот мир душой и сердцем так, чтобы ощущать его как живое существо и понимать, насколько он прекрасен и удивителен! Поэзия Ольги Куис показывает, что она в полной мере обладает этим даром! Ее творчество волнует читателя потому, что оно рождено и одухотворено её ощущениями, переживаниями, эмоциями , ее глубоким патриотизмом и беспокойством за прошлое, настоящее и будущее родной земли. Поэзия автора пронизана любовью к людям, к жизни, к природе родной Беларуси и ее героическому прошлому - ко всему тому, что мы коротко и емко называем Родиной!
Стихи Ольги Куис заполняют душу и отзываются в ней новыми ощущениями любви, величия бытия и ответственности за все происходящее вокруг нас.
Хочется выразить глубочайшую благодарность автору за то, что уже написано, и выразить надежду, что читателей ожидает скорая встреча с новым сборником стихов.
Возможно в этой любви к Миру, к жизни во всех ее проявлениях и кроется секрет творческого и жизненного долголетия Ольги Куис.Борис Александров

### Сборники стихов
- «Вопреки…и навечно!» (Минск: Печенко А. Г., автор предисловия Валерий Потапов, 2011. — 63 с.)
- «Вторая молодость» (Минск: Печенко А. Г., автор предисловия Валерий Потапов, 2012. — 67 с.)
- «Отражение души» (Минск: Ковчег, 2014. — 80 с.)
- «Души стремительный полет» (Минск: Ковчег, автор предисловия Виктор Ермолович, 2015. — 60 с.)
- «С любовью к Родине» (Минск: Колорград, автор предисловия Борис Александров, 2016. — 124 с.)
- «С любовью к жизни: стихи» (Минск: «Ковчег» , 2019. — 156 с.)